# Santa María del Páramo
Santa María del Páramo és un municipi de la província de Lleó, enclavada en la comarca natural del Páramo Leonés.
En l'església parroquial hi ha una verge romànica, diverses imatges dels segles xviii i xix, pintures del fris del retable central del segle xv i una creu gòtica. A l'any 1285 Sanç IV confirma a Pedro Álvarez de Quiñones les possessions de Urdiales i Santa María del Páramo, sent aquesta la primera notícia del señorio dels Quiñones en El Páramo.

## Administració
| Període      | Nom de l'alcalde/-essa            | Partit polític | Data de possessió |
| ------------ | --------------------------------- | -------------- | ----------------- |
| 1979 - 1983  |                                   | AE             | 19/04/1979        |
| 1983 - 1987  |                                   | AP-PDP-UL      | 28/05/1983        |
| 1987 - 1991  | Ramón Ferrero                     | AP             | 30/06/1987        |
| 1991 - 1995  | Roberto Fernandez / Ramón Ferrero | PSOE /PP       | 15/06/1991        |
| 1995 - 1999  | Ramón Ferrero                     | PP             | 17/06/1995        |
| 1999 - 2003  | Miguel Ángel del Egido Llanes     | PP             | 03/07/1999        |
| 2003 - 2007  | Miguel Ángel del Egido Llanes     | PP             | 14/06/2003        |
| 2007 - 2011  | Miguel Ángel del Egido Llanes     | PP             | 16/06/2007        |
| 2011 - 2015  | n/d                               | n/d            | 11/06/2011        |
| 2015 - 2019  | n/d                               | n/d            | 13/06/2015        |
| 2019 - 2023  | n/d                               | n/d            | 15/06/2019        |
| Des del 2023 | n/d                               | n/d            | 17/06/2023        |